# Cercle d'art des travailleurs de plantation congolaise
Le Cercle d'Art des Travailleurs de Plantation Congolaise (CATPC) est une coopérative d'artistes planteurs fondée en 2014 à Lusanga en République démocratique du Congo.
Ses membres proviennent de plantations de cacao et d'huile de palme de diverses régions du Congo. Le CATPC est une plate-forme locale pour le développement de nouvelles initiatives écologiques basées sur la production et la vente d'art avec un esprit critique. La coopérative crée également des vidéos, des dessins et des performances. Les revenus tirés de ces activités permettent aux coopérateurs de racheter et restaurer d'anciennes terres de plantation.

## Histoire
En 2014, la coopérative est créée par René Ngongo et Renzo Martens (en) à Lusanga en République démocratique du Congo. Elle comprend 19 membres et elle est présidée par l'environnementaliste congolais René Ngongo. Sternberg Press a publié une monographie éditée par Eva Barois De Caevel et Els Roelandt sur le travail de la coopérative en 2016, comprenant entre autres des textes de Françoise Vergès et Ariella Azoulay.

## Expositions
CATPC travaille en étroite collaboration avec l'Institut pour les Activités Humaines (IHA), un projet de recherche initié par l'artiste néerlandais Renzo Martens (en). L'IHA facilite la diffusion internationale des œuvres d'art de la coopérative.
La coopérative est principalement connue pour ses sculptures en chocolat, qui sont d'abord faites en argile, avant d'être scannées en 3D et fondues en chocolat à Amsterdam, le plus grand port de cacao au monde. CATPC a exposé notamment au Musée Van Abbe d'Eindhoven, à l'Institut d'Art Moderne de Middlesbrough, à Artes Mundi à Cardiff et à Kunst-Werke à Berlin. En janvier 2017, la coopérative a eu sa première exposition personnelle au SculptureCenter à New York. Jason Farago de The New York Times la définit ainsi « C'était l'exposition qui présentait le plus grand challenge de l'année, et elle était fièrement « problématique », mais c'était le but : il faut être intrépide et courir droit dans le marécage des malentendus possibles pour avoir un espoir de faire la différence. ».

### Rapatriement du White Cube
Le 21 avril 2017, le CATPC a inauguré avec l'IHA un White Cube sur le site de la toute première plantation d'huile de palme d'Unilever, à Lusanga (anciennement Leverville) au Congo. Conçu par  l'agence d'architecture néerlandaise OMA, ce White Cube est l'élément emblématique du Centre International de Recherche sur l'Inégalité Artistique et Économique de Lusanga (LIRCAEI). Lors de l'ouverture, des travailleurs des plantations ont discuté des avantages d'un White Cube pour la plantation avec le philosophe Suhail Malik, la curatrice Clémentine Deliss, le curateur Azu Nwagbogu, le co-fondateur du CATPC René Ngongo et la coopérative des travailleurs de plantation indonésienne Serbundo. En 2021, quinze institutions artistiques du monde entier participent au lancement du musée mondial White Cube,.
L'ouverture du musée a marqué le début d'un programme de recherche des anciens travailleurs des plantations sur la création de la post-plantation, pour le rachat de terres et la restauration des paysages,. Avec Commonland et IHA, ce programme vise à créer un nouveau modèle écologique et économique basé sur l'art.

### Exposition inauguraleLe Rapatriement du White Cube
À l'occasion de l'ouverture du White Cube, le CATPC a organisé l'exposition inaugurale dans un réseau de Kisendus - des baraques traditionnelles, dédiées aux événements artistiques et sociaux. L'exposition présentait différentes pièces qui sont inspirées de la riche histoire du Congo, mais qui n'avait jamais été montrées au Congo auparavant. Parmi les artistes : Kader Attia, Sammy Baloji, Vitshois Mwilambwe Bondo, Marlène Dumas, Michel Ekeba, Eléonore Hellio, Carsten Höller, Jean Katambayi, Mega Mingiedi, Pathy Thsindele, Luc Tuymans et les membres de CATPC Irène Kanga, Matthieu Kasiama, Jean Kawata, Mbuku Kimpala, Thomas Leba, Jérémie Mabiala, Daniel Manenga, Eméry Mohamba et Cédrick Tamasala.

## Prix
- 2017 : prix Visible (shortliste, avec Renzo Martens)[12].

## Vidéo
- 2020 : White Cube, CATPC, réalisé par Renzo Martens[13],[14]
- 2021 : Plantations et Museums, série de 6 vidéos, CATPC[15],[16].